# Вілла π, Ужгород
Вілла π (англ. Villa π)- історичний особняк XIX століття, розташований на найстаршій вулиці Ужгороду — Капітульній, навпроти Ужгородського Замку. Будівля містить вісім апартаментів, автентичні гвинтові дерев'яні сходи, два холи, салон, оригінальний кам'яний винний підвал.

## Історія
Будівля зведена в кінці 18 століття, що зафіксовано в інвентарній справі в 1830 році. Сучасного вигляду набула імовірно в першій половині XIX століття. У цей період Вілла π вже належала Греко-католицької єпархії та виконувала роль резиденції ректора семінарії.
Після окупації Закарпаття СРСР, починаючи з 1946 року, Греко-католицька церква була заборонена, а її майно — націоналізовано. В цей час Вілла π перетворилася в церковний осередок, де одночасно проживали і продовжував службу кілька священиків, ченців і інших церковнослужителів. Зокрема, у винних підвалах таємно відправлялися церковні таїнства і обряди — служби, вінчання, хрещення.У 50-90 роках XX століття, будівля була перетворень в комуналку. Після набуття Україною незалежності в 1991 році, квартири були приватизовані і поміняли кілька власників. Це був період її найбільшого занепаду — будівля прийшла практично в повну непридатність.
На початку 21 століття Вілла π перейшла у власність родини Панових. У листопаді 2011 року розпочато роботи з реконструкції будинку, які завершені навесні 2013 року. Автор ідеї та керівник проекту реконструкції — Ален Панов, ужгородський юрист, дипломат, доктор філософії, професор УжНУ. В ході реконструкції було втрачено класицистичний ґанок XIX століття з автентичними дерев'яними колонами, розташований на дворовому фасаді. Також під час робіт замінено автентичну дерев'яну браму на сучасну з псевдоісторичним дизайном. Теперішню назву особняк отримав від актуальних власників. Сьогодні він використовується в якості бутік-отелю та резиденції кількох клубів і громадських організацій.

## Вигляд
Будівля складається з двох основних частин — старий особняк і веранда. У будинку знаходиться:
- вісім гостьових апартаментів;
- салон трьох портретів;
- два холи;
- оригінальний кам'яний винний підвал;

У Салоні трьох портретів — вітальні, збереглася і була відреставрована піч кінця 19 століття. У будинку збереглися автентичні гвинтові сходи з дерева. Вілла одночасно виконує ролі галереї — в кожному з апартаментів, холлах і салоні містяться картини відомих представників Закарпатської школи живопису — Василя Вовчка та Тараса Табаки.

## Подвір'я
Родзинкою маєтку є його подвір'я, на якому збережено багаторічні зелені насадження та відновлено мощення природною андезитовою бруківкою із Закарпатського кар'єру у с. Кленовець. Найбільш цінною пам'яткою є дерево тису ягідного, вік якого складає понад 300 років і який є одним з найстарших дерев міста.

## Галерея

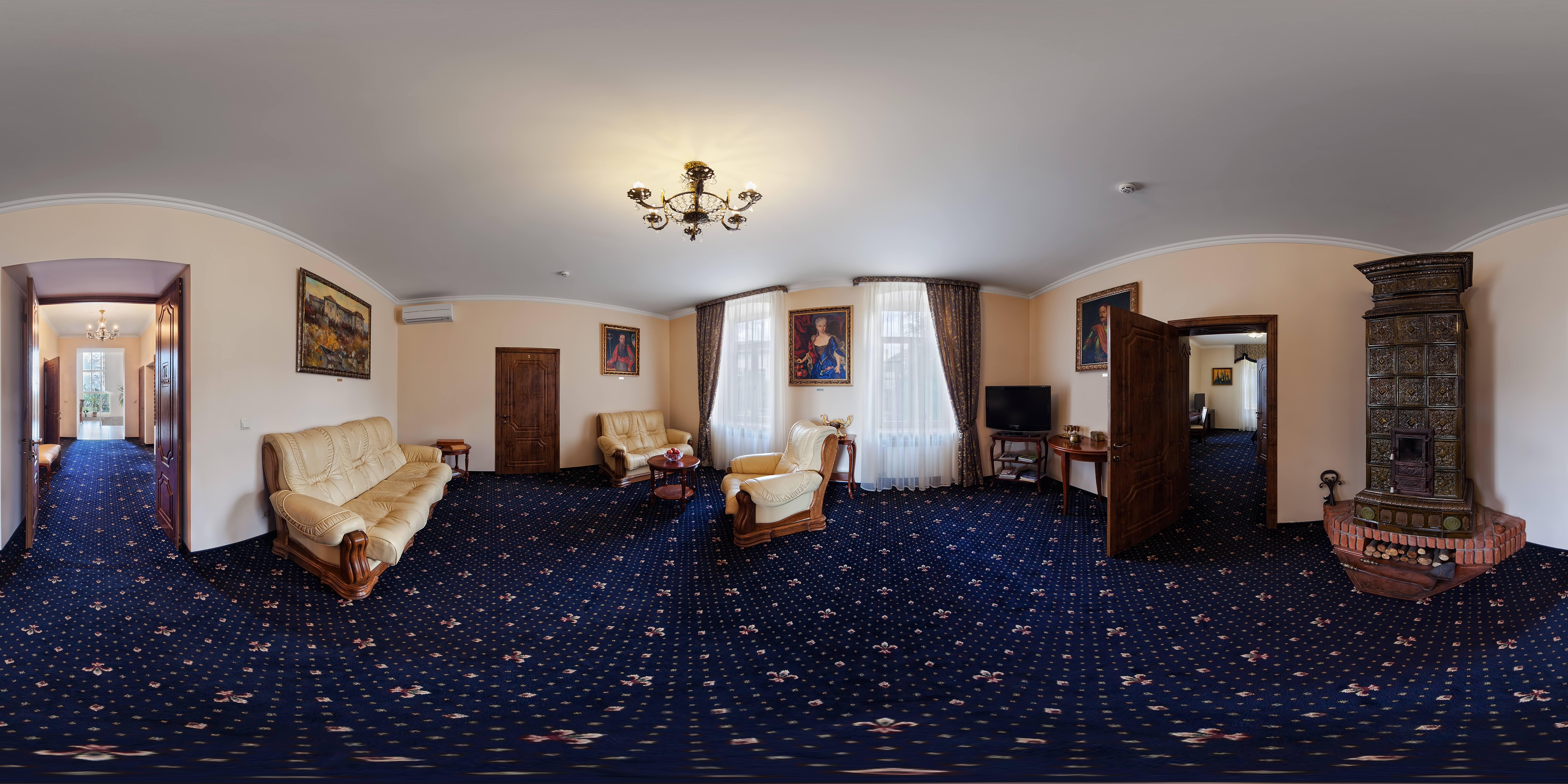
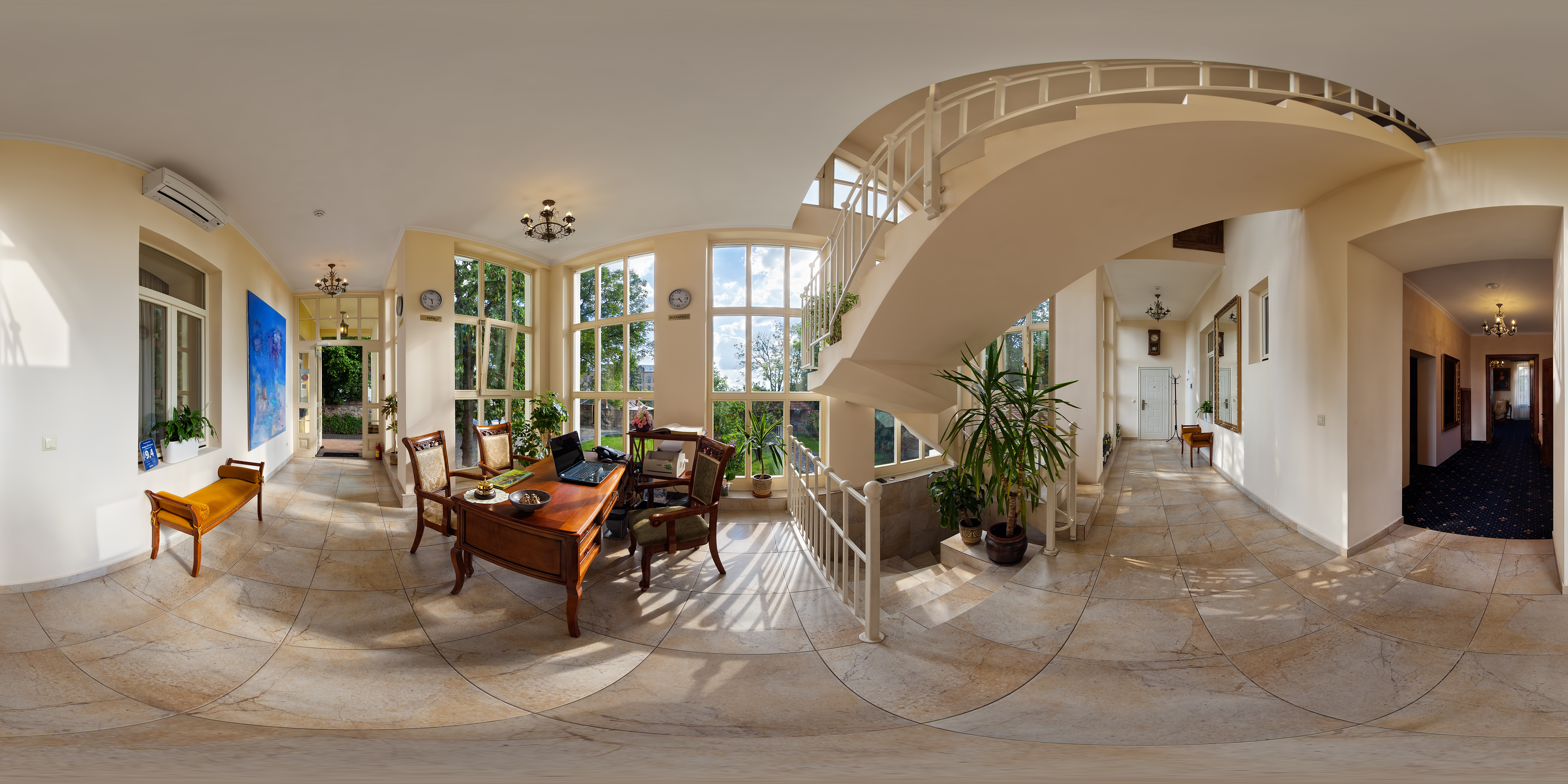
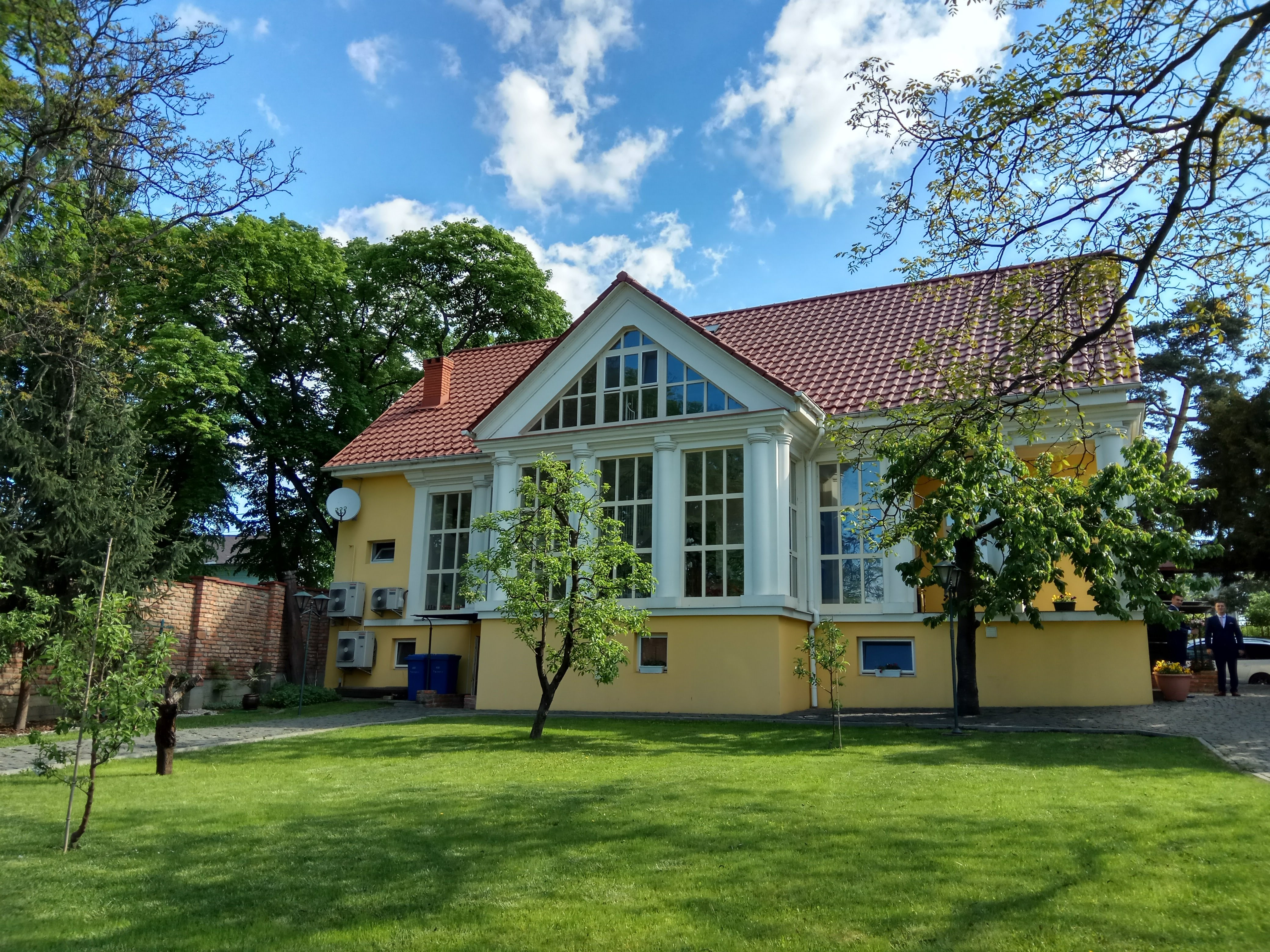
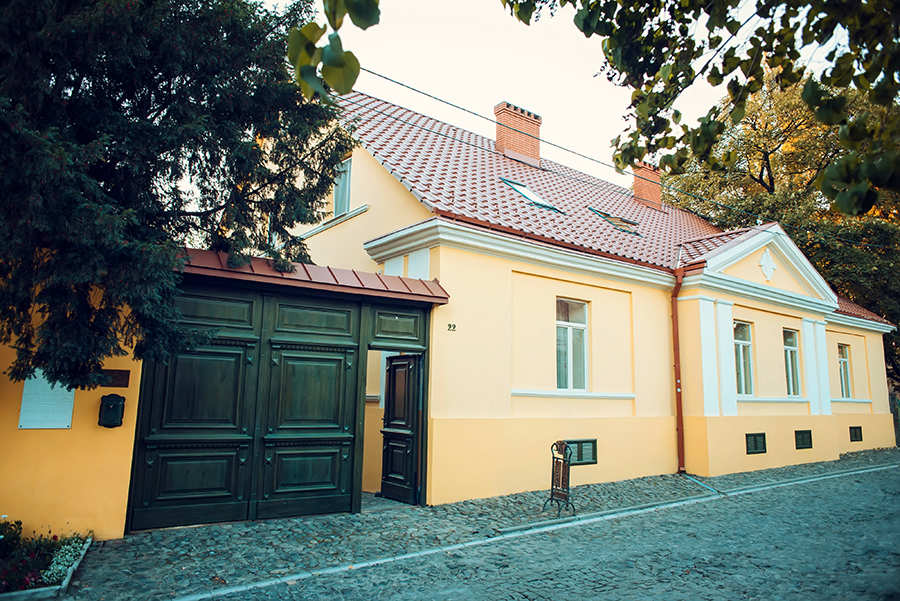
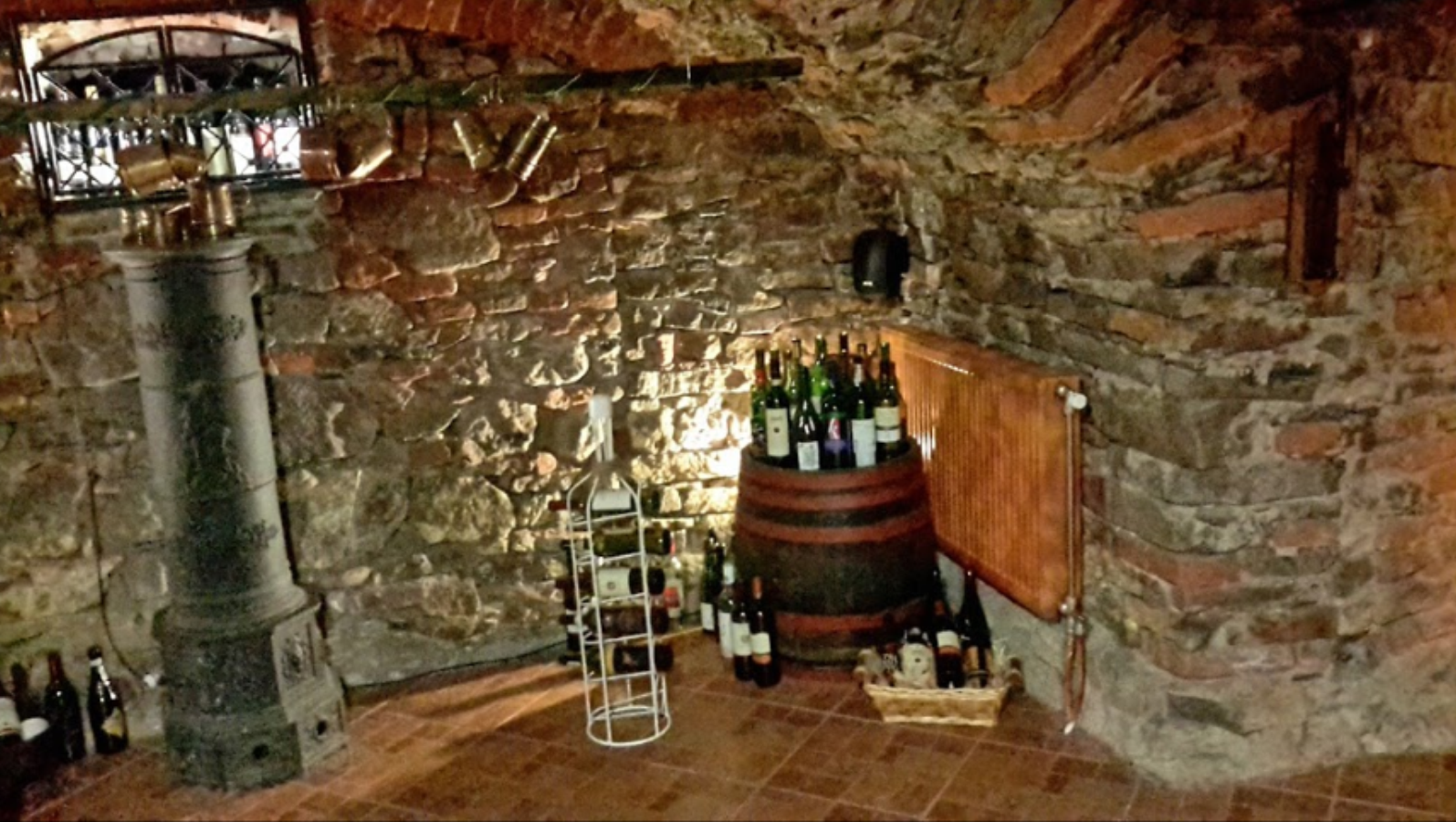
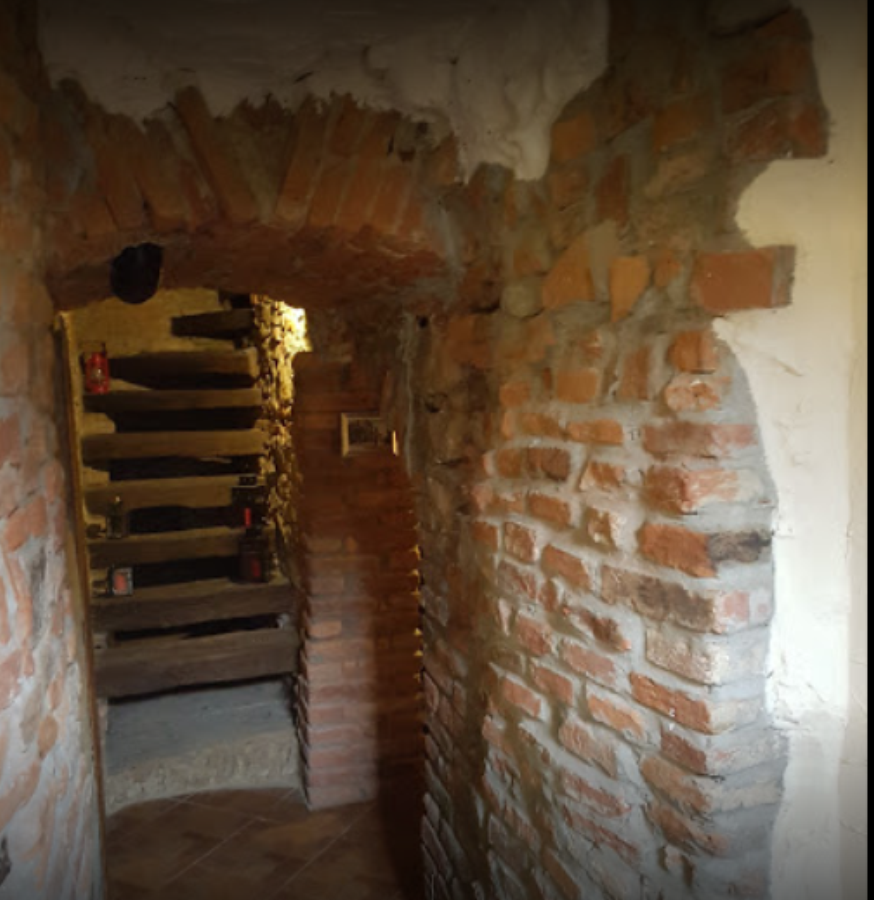
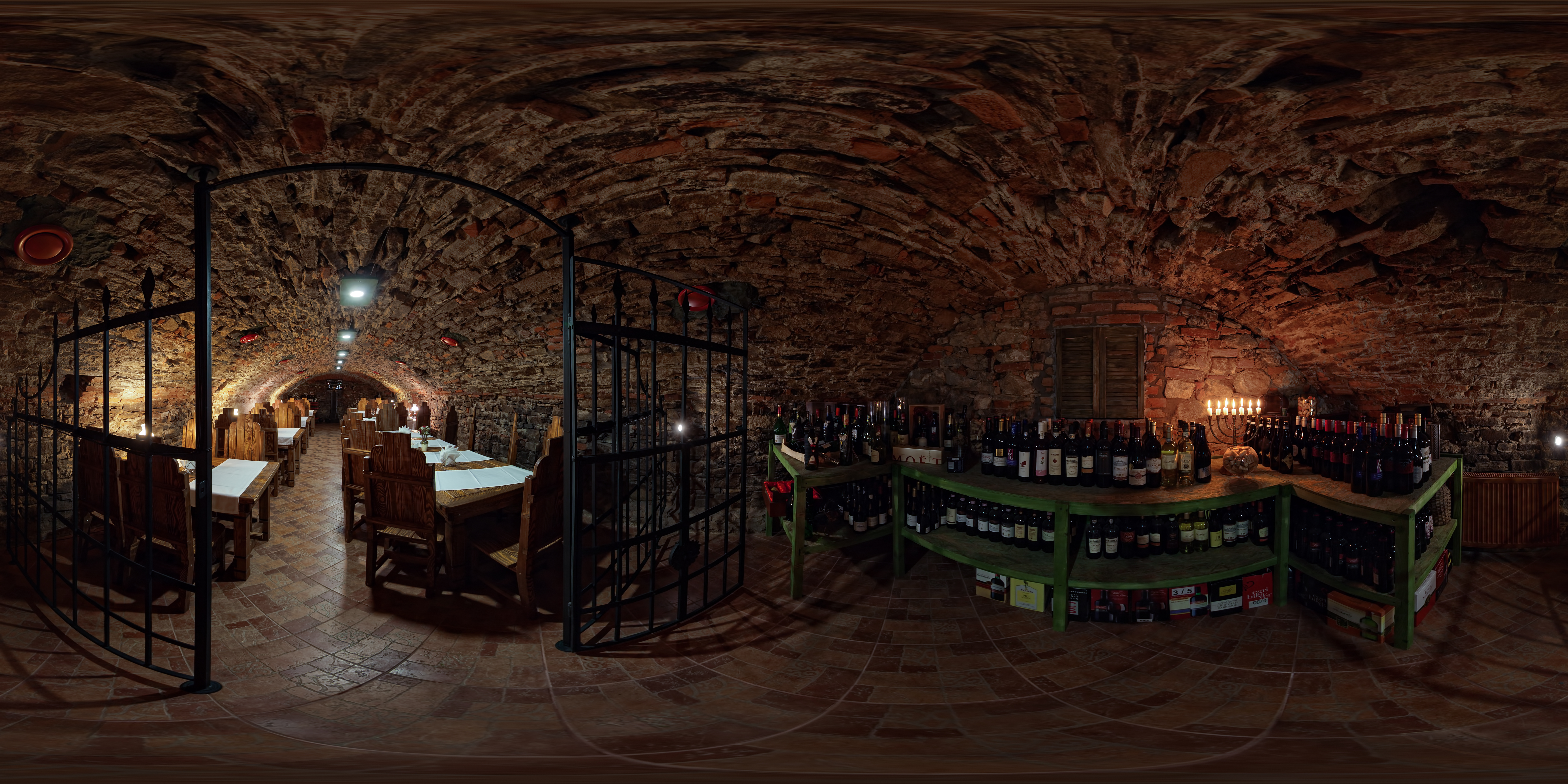